# Heiner Schuhmann
Heiner Schuhmann (* 4. November 1948 in Augsburg) ist ein ehemaliger deutscher Fußballspieler und Trainer. Im letzten Spieljahr der alten zweitklassigen Fußball-Regionalliga Süd, 1973/74, gehörte er der Meistermannschaft des FC Augsburg an und absolvierte für die Augsburger von 1974 bis 1978 in der 2. Fußball-Bundesliga Süd 86 Spiele. Als Trainer führte er die A-Junioren des FC Augsburg 1993 zur Deutschen Meisterschaft und gewann viermal in den Jahren 1991, 1992, 1994 und 1995 den DFB-Jugend-Kicker-Pokal.

## Laufbahn

### Spieler, bis 1978

#### Jugend und 1860 München, bis 1973
Bei den Lila-Weißen vom TSV Schwaben Augsburg durchlief Heiner Schuhmann die Jugendabteilung und debütierte in der Saison 1967/68 am ersten Spieltag, den 13. August 1967, bei der 1:4-Niederlage beim FC Bayern Hof, in der Regionalliga Süd. Er absolvierte unter Trainer Werner Roth – langjähriger Spieler in der Fußball-Oberliga Süd beim Karlsruher SC – an der Seite von Georg Mögele, Werner Sterzik, Walter Sohnle, Georg Lechner und Kurt Haseneder 33 Spiele und erzielte drei Tore. Die Schwaben belegten den 13. Rang. In seiner zweiten Regionalligasaison, 1968/69, kamen weitere 32 Einsätze mit zwei Treffern hinzu, aber der TSV konnte als 17. den Abstieg in das Amateurlager nicht vermeiden.
Durch die am 1. Juli 1969 erfolgte Fusion mit dem bereits 1967 in die Bayernliga abgestiegenen Lokalkonkurrenten BC Augsburg zum FC Augsburg, schlossen sich für Schuhmann von 1969 bis 1971 als Spieler des FCA zwei Runden im bayerischen Amateurfußball an. Mit dem neuen Fusionsclub schafften Schuhmann und seine Mannschaftskameraden in diesen zwei Jahren aber nicht die Rückkehr in die Regionalliga Süd. Der FCA musste sich mit einem vierten und dritten Rang zufriedengeben. Mit der Verbandsauswahl von Bayern feierte der zweikampfstarke Defensivspieler dagegen 1970 und 1971 den Sieg im Länderpokal. Am 6. Oktober 1970 gewann Bayern mit 2:0 Toren in Karlsruhe das Finale gegen Gastgeber Nordbaden und am 11. Juli 1971 setzte sich der Titelverteidiger in Bayreuth mit 2:1 nach Verlängerung gegen die Vertretung vom Niederrhein durch. Wie seine Mannschaftskameraden Walter Sohnle und Erich Weixler nahm er zur Runde 1971/72 das Angebot des 1970 aus der Fußball-Bundesliga abgestiegenen TSV 1860 München an und wechselte in die bayerische Landeshauptstadt zu den in der Regionalliga Süd spielenden „Löwen“.
Trotz der weiteren Neuzugänge Bernd Helmschrot, Dieter Brozulat, Gerd Störzer, Hans-Dieter Zahnleiter und dem aus der eigenen Jugend gekommenen Hans-Dieter Seelmann, reichte es aber auch im Jahr der Fußball-Europameisterschaft 1972 für die „Löwen“ unter Trainer Hans Tilkowski nicht zur Bundesligarückkehr. Distanziert von Kickers Offenbach und Bayern Hof reichte es mit 46:26 Punkten lediglich zum dritten Platz und damit verfehlte man den Einzug in die angestrebte Aufstiegsrunde. Schuhmann hatte 19 Spiele absolviert. Trotz der Zugänge von Ferdinand Keller – er kam auf 26 Tore – und Hans-Joachim Weller und der Trainerablösung des Ex-Nationaltorhüters Tilkowski durch Elek Schwartz, kam 1860 auch 1972/73 – jetzt hinter Darmstadt 98 und dem Karlsruher SC – wieder nur auf den dritten Rang. Schuhmann hatte erneut 19 Spiele für den Deutschen Meister des Jahres 1966 absolviert.
Von Seiten des DFB wurde der Student für das erste Länderspiel der Amateurnationalmannschaft nach den Olympischen Sommerspielen 1972 am 6. Dezember 1972 in Hertogenbosch gegen die Niederlande nominiert. Bei der 1:2-Niederlage wurde er für Ernst Traser in der Abwehr eingewechselt. Da dem FC Augsburg der Aufstieg in die Regionalliga Süd zur Runde 1973/74 geglückt war, zog es die beiden Augsburger Schuhmann und Weixler wieder in die Heimatstadt zurück. In der letzten Runde der zweitklassigen Regionalliga-Ära, 1973/74, spielte Heiner Schuhmann beim FC Augsburg.

#### Regionalligameister und 2. Fußball-Bundesliga, 1973 bis 1978
Mit dem Italienheimkehrer Helmut Haller (Juventus Turin) hatte die Regionalliga Süd die Attraktion in dieser Runde in ihren Reihen, der FCA auf jeden Fall. In Augsburg herrschte eine erwartungsfrohe Fußballeuphorie. Das Präsidium stellte Trainer Milovan Beljin mit den weiteren Neuzugängen Herbert Höbusch (VfB Stuttgart), Hans Jörg (Bayern München) und den drei Spielern Hans Hauser, Klaus Vöhringer und Wolfgang Haug (alle vom SSV Reutlingen), ein gutes Spielermaterial zur Verfügung und die Zuschauer strömten in das Rosenaustadion. Mit 10:2 Punkten legte Augsburg einen glänzenden Start hin. Trainer Beljin hatte sich von Rundenbeginn an auf die Defensivformation mit Torhüter Hans Hauser, Libero Herbert Höbusch und den drei Verteidigern Claus Brandmaier, Heiner Schuhmann (Vorstopper) und Alwin Fink festgelegt. Im Mittelfeld führte der Ex-Nationalspieler Haller Regie und Haug und Vöhringer nahmen ihm die größte Laufarbeit ab. Im Angriff erzielten Karl Obermeier und Erich Weixler in erster Linie die Tore. Am siebten Spieltag, vor 35.000 Zuschauern im Karlsruher Wildparkstadion, erzielte Heiner Schuhmann in der 41. Minute für die Fuggerstädter den Ausgleichstreffer zum 1:1 Endstand. Am zehnten Spieltag setzte sich der FCA mit einem 2:1-Heimerfolg gegen den Verfolger 1. FC Nürnberg vor 41.000 Zuschauern durch. Rekordzuspruch hatte es aber bereits am zweiten Spieltag, den 15. August 1973, beim Auswärtsspiel gegen den TSV 1860 München im ausverkauften Olympiastadion mit 73.000 Zuschauern gegeben. Im letzten Auswärtsspiel der Hinrunde, am 1. Dezember 1973, verloren Schuhmann und Kollegen das erste Spiel der Herbstserie. Beim vom Spielertrainer Lothar Buchmann umsichtig auf der Liberoposition angeführten VfR OLI Bürstadt gab es eine 1:3-Niederlage. Mit 26:8 Punkten – bei zehn Siegen, sechs Remis und einer Niederlage – beendete der Aufsteiger als Tabellenführer die Hinrunde 1973/74 in der Fußball-Regionalliga Süd. Der Meisterschaftserfolg glückte mit vier Punkten Vorsprung vor dem Vize 1. FC Nürnberg und 1860 München hatte fünf Punkte Rückstand auf dem dritten Tabellenrang. Heiner Schuhmann hatte 34 Spiele absolviert und ein Tor erzielt.
In der letzten Aufstiegsrunde im Mai/Juni 1974 kam der Leistungsträger auf der Vorstopperposition gegen die Konkurrenten Tennis Borussia Berlin, Rot-Weiß Oberhausen, Borussia Neunkirchen und den FC St. Pauli in allen acht Spielen zum Einsatz. Zum Aufstieg reichte es nicht, mit einem Punkt Vorsprung setzten sich die „Veilchen“ aus Charlottenburg vor dem FCA und dem punktgleichen „Kleeblatt“ vom Niederrhein durch. Fünf Unentschieden waren für die Schwaben zu viel.
Die Nominierungspunkte des letzten Regionalligajahres 1973/74 reichten für den FCA aus, er war damit für die Südgruppe in der neuen zweigeteilten 2. Fußball-Bundesliga ab der Serie 1974/75 qualifiziert. In den ersten zwei Runden gehörte Schuhmann mit 38 (1974/75 in allen Ligaspielen) beziehungsweise 35 Einsätzen der Stammelf an. Im dritten und vierten Zweitligajahr, spielte er nur noch sporadisch. Sein letztes Pflichtspiel in der 2. Bundesliga absolvierte Schuhmann am 27. August 1977 bei der 1:4-Niederlage beim VfR OLI Bürstadt. Insgesamt bestritt er von 1974 bis 1978 für Augsburg 86 Zweitligaspiele. Am Rundenende, im Mai und Juni 1978, war er erstmals interim als Trainer für die Rot-Grün-Weißen in der 2. Bundesliga tätig.

### Trainer
Nach dem Abstieg des FCA 1978/79 aus der 2. Liga übernahm Heiner Schuhmann zur Runde 1979/80 den Trainerposten in der Bayernliga. Mit sechs Punkten Vorsprung vor dem 1. FC Haßfurt gewann er die Meisterschaft und führte seinen Verein umgehend in die 2. Liga zurück. Ab April 1981 unternahm er den Rettungsversuch, den FCA vor dem erneuten Abstieg in das Amateurlager zu bewahren. Augsburg stand unter Trainer Heinz Elzner auf dem 19. Rang und Schuhmann konnte bis zum 38. Spieltag auch nicht mehr die Wende herbeiführen. In den Runden 1986/87 und 1987/88 trainierte er seinen Verein in der Bayernliga, heraus kam jeweils der sechste Rang.
In seiner langjährigen Funktion als A-Juniorentrainer beim FC Augsburg machte sich der Lehrer für Wirtschaftslehre durch die Förderung der Talente Bernd Schuster, Raimond Aumann, Karlheinz Riedle und Christian Hochstätter verdient. In den Jahren 1991 bis 1995 holte er mit seinen Mannschaften fünf Titel nach Augsburg. Die Serie begann 1991 und 1992 mit den zwei Erfolgen im DFB-Jugend-Kicker-Pokal, wurde gekrönt am 4. Juli 1993 durch den 3:1-Erfolg im Endspiel um die Deutsche A-Junioren-Meisterschaft gegen den 1. FC Kaiserslautern und fortgesetzt durch die zwei weiteren DFB-Pokalerfolge 1994 und 1995.
Ab Juli 1995 übernahm Schuhmann hauptberuflich beim FC Bayern München die Aufgabe des Jugendkoordinators, mit dem Ziel, beim Rekordmeister konzeptionell die Professionalisierung des Jugendbereichs zu organisieren. Der Grundgedanke bei seinem Arbeitsantritt bestand darin, „die Straße in den Klub zu holen“. Natürliche und selbstverständliche, weil frühzeitig beim Kicken auf der Straße oder automatisierte Verhaltensweisen sollen und müssen im Nachwuchsbereich intensiv geübt werden. „Wir müssen die Spieler ganzheitlich betreuen“, sagte der neue Jugendkoordinator, „wir können sie nicht einfach ins Appartementhaus stecken und Fußball spielen lassen“. Typische Punkte des angestrebten Modells waren für Schuhmann, einmal die durchgängige Spielphilosophie von der jüngsten Jugendmannschaft bis hoch zur A-Jugend oder der Regionalligamannschaft, mit der dazugehörigen speziellen Positionsausbildung ab dem zwölften Lebensjahr, aber ohne Beschneidung des Spieltriebs. Charakterformung der Jugendlichen und eine intensive Schulung der vereinseigenen Jugendtrainer unter Einbeziehung der internationalen taktischen Entwicklung rundeten seine Vorstellungen ab. Insgesamt war das Konzept auf drei bis fünf Jahre angelegt.
Die ersten vorzeigbaren Erfolge stellten der Titelgewinn am 20. Juli 1997 im deutschen B-Juniorenfinale gegen Werder Bremen und die Finalteilnahme bei den A-Junioren am 5. Juli 1998 gegen Borussia Dortmund dar.
Nach drei Jahren Jugendkoordinator beim FC Bayern kehrte Schuhmann aber wieder in den Schulbetrieb nach Augsburg zur Reischleschen Wirtschaftsschule wo er bis zum 1. Februar 2011 unterrichtete zurück und übte im November und Dezember 1999 beim FCA in der Regionalliga Süd auch nochmals interim das Traineramt aus. Nebenberuflich ist Heiner Schuhmann für Borussia Dortmund als Scout tätig.